# Прец (Гольштейн)
Прец (нем. Preetz) — город в Германии, в земле Шлезвиг-Гольштейн.
Входит в состав района Плён. Население составляет 15 855 человек (на 31 декабря 2010 года). Занимает площадь 14,4 км². Официальный код — 01 0 57 062.